# ناپدری (فیلم ۲۰۰۹)
ناپدری (انگلیسی: The Stepfather) یک فیلم ترسناک روان‌شناختی آمریکایی به کارگردانی نلسون مک‌کورمیک است که در سال ۲۰۰۹ منتشر شد. این بازسازی فیلمی به همین نام محصول ۱۹۸۷ است که بر اساس جنایات قاتل دسته جمعی جان لیست ساخته شده است. در این فیلم دیلن والش، سلا وارد، پن بدجلی، امبر هرد و جاون تنی ایفای نقش می‌کنند.
ناپدری در ایالات متحده توسط گروه سینمایی سونی پیکچرز در ۱۶ اکتبر ۲۰۰۹ اکران شد. این فیلم نقدهای منفی منتقدان را دریافت کرد و در مقابل بودجه ۲۰ میلیون دلاری خود ۳۱ میلیون دلار فروخت.

## خلاصه داستان
مایکل از مدرسه نظامی به خانه بر می‌گردد. او مادر خود را که به همراه دوست پسر جدید خود زندگی می‌کند پیدا می‌کند. همین‌طور که این دو نفر همدیگر را می‌شناسند او بیشتر و بیشتر به این مرد مشکوک می‌شود که چگونه همیشه در پی کمک کردن است…

## بازیگران
- دیلن والش
- سلا وارد
- پن بدجلی
- امبر هرد
- جاون تنی
- شری استرینگ‌فیلد
- پیج تورکو
- جسلین گیلسیگ
- اسکایلر ساموئلز

## ساخت
فیلمبرداری در ۱۵ آوریل ۲۰۰۸ به پایان رسید.

## بازخوردها
- در متاکریتیک، که از میانگین وزنی استفاده می‌کند، بر اساس ۱۱ منتقد، امتیاز ۳۳ از ۱۰۰ را به فیلم اختصاص داد که نشان دهنده نقدهای «به طور کلی نامطلوب» است.
- در آمریکای شمالی ۲۹٫۱ میلیون دلار و در مناطق دیگر ۲٫۱ میلیون دلار به دست آورد که در سراسر جهان ۳۱٫۲ میلیون دلار در مقابل بودجه ۲۰ میلیون دلاری خود درآمد داشت. این فیلم با فروش ۱۱٫۶ میلیون دلاری در ۲٫۷۳۴ سینما، با میانگین ۴٫۲۳۶ دلار در هر سینما، رتبه ۵ را در گیشه آغاز کرد.[۵]